# Otto Stern
Otto Stern (ur. 17 lutego 1888 w Żorach, zm. 17 sierpnia 1969 w Berkeley w stanie Kalifornia) – niemiecki fizyk, noblista.

## Życiorys

### Żory i Wrocław (1888–1912)
Był wnukiem bogatego kupca żydowskiego, właściciela żorskiego młyna, Abrahama Sterna i synem Oskara Sterna i Eugenii (z domu Rosenthal). Miał czworo młodszego rodzeństwa (Berta, Kurt, Lota i Liza). W roku 1892 Sternowie przeprowadzili się do Wrocławia.
Po ukończeniu szkoły podstawowej Otto Stern kontynuował naukę w Johannes-Gymnasium we Wrocławiu, a następnie podjął studia uniwersyteckie we Fryburgu Bryzgowijskim, Monachium i Wrocławiu. Stopień doktora chemii fizycznej uzyskał na Uniwersytecie Wrocławskim w roku 1912. Jego rozprawa doktorska dotyczyła ciśnienia osmotycznego dwutlenku węgla w stężonych roztworach. Miała charakter zarówno praktyczny, jak też i teoretyczny. W przyszłości ustaliła jego działalność badawczą, dzięki której sam siebie określił jako „teoretyka doświadczalnego”.

### Praga i Zurych (1912–1913), Niemcy (1914–1933)
Po doktoracie, w 1912 roku, przeniósł się – za Albertem Einsteinem – na Uniwersytet Karola w Pradze, a w następnym roku – na Politechnikę w Zurychu (ETH). W Szwajcarii zawarł znajomość z takimi wybitnymi fizykami, jak Paul Ehrenfest i Max von Laue. W tym czasie jego finansowa niezależność pozwoliła mu obrać miejsce pracy bez oglądania się na osiąganie większych korzyści materialnych. W roku 1913 otrzymał w Wyższej Szkole Technicznej w Zurychu venia legendi, czyli prawo prowadzenia własnych odczytów. Stał się tym samym tzw. Privatdozent, co uprawniało go do wykładania na uniwersytetach jednak bez prawa do wynagrodzenia za przeprowadzane wykłady.
W latach pierwszej wojny światowej, od sierpnia 1914 do jej zakończenia, służył w różnych jednostkach technicznych armii pruskiej, początkowo jako szeregowy w PMC, a następnie jako podoficer. Po klęsce Prus powrócił do Frankfurtu, gdzie nadal pracował naukowo. Habilitował się we Frankfurcie w roku 1915. Od roku 1919 współpracował z Maxem Bornem.
W roku 1921 otrzymał stanowisko profesora fizyki teoretycznej na Uniwersytecie w Rostocku. Tutaj dołączył do swego przyjaciela, Maxa Volmera. Pobyt w Rostocku pozwolił mu na poszerzenie swych horyzontów myślowych i na zawarcie nowych znajomości. Nie pozostał on jednak w mieście długo. W roku 1923 objął stanowisko dyrektora w nowo powstałym Instytucie Chemii Fizycznej na Uniwersytecie w Hamburgu.
W roku 1922 Stern przeprowadził wraz z Walterem Gerlachem eksperyment zwany doświadczeniem Sterna-Gerlacha dotyczącym przestrzennej kwantyzacji spinowego momentu pędu.

### Stany Zjednoczone (1933–1969)
Po dojściu Hitlera do władzy w roku 1933 wyemigrował do Stanów Zjednoczonych. Do 1945 roku był profesorem na Carnegie Institute of Technology w Pittsburghu. Tam też przystąpił do budowy laboratorium molekularnego, choć ze względu na trudności gospodarcze nie był w stanie rozbudować swej pracowni do tego poziomu jaki miała pracownia w Hamburgu. Następnie już jako professor emeritus osiadł na Uniwersytecie Kalifornijskim w Berkeley. Sporadycznie utrzymywał kontakty z miejscowymi fizykami, lecz unikał już publicznych wystąpień.
Rok 1943 przyniósł Sternowi nagrodę Nobla z fizyki W uznaniu jego wkładu w rozwój metody wiązki molekularnej i jego odkrycia momentu magnetycznego protonu.

## Wyróżnienia

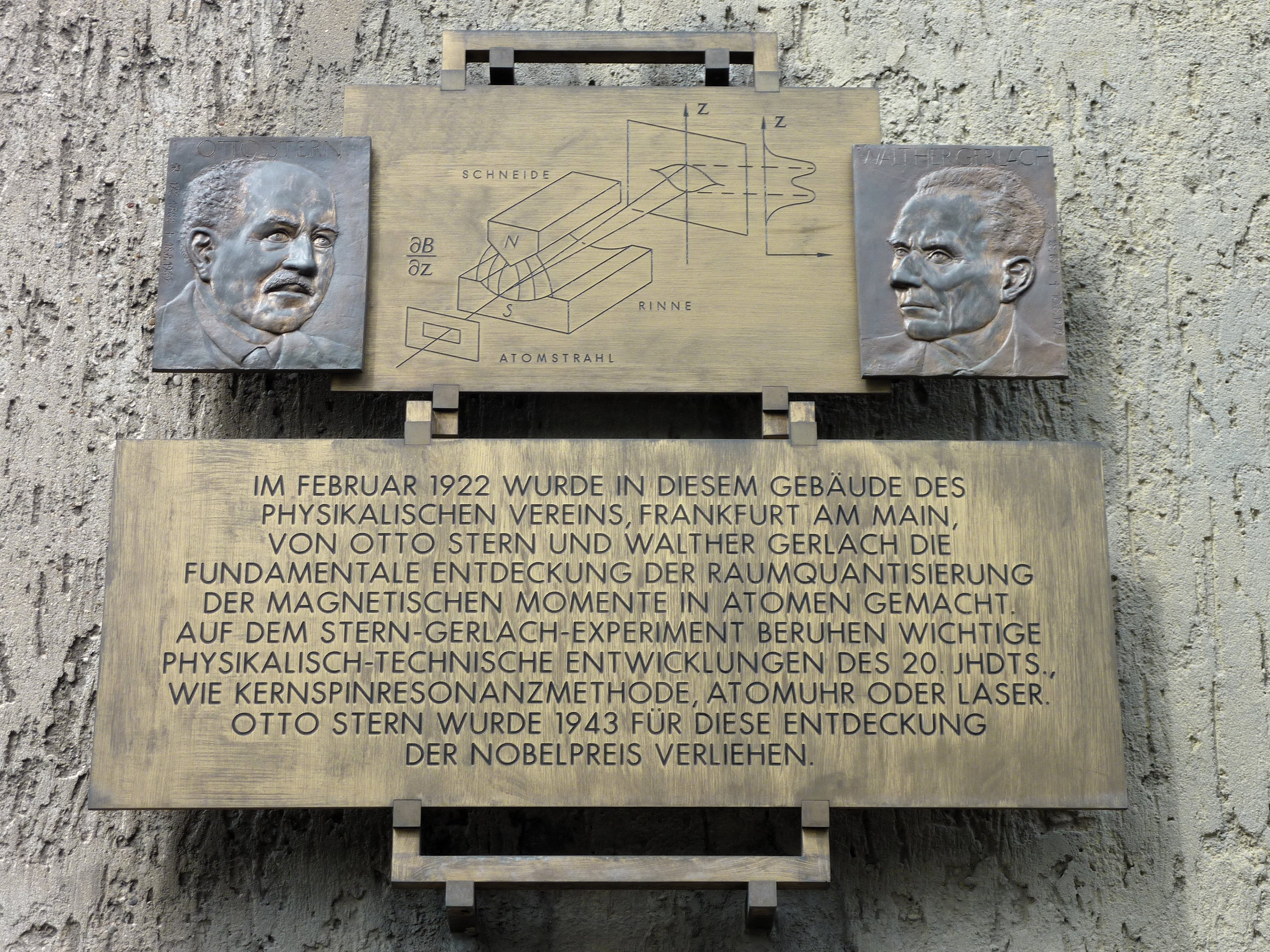
Tablica upamiętniająca Otto Sterna i Waltera Gerlacha na ścianie budynku Frankfurt des Physikalischen Vereins we Frankfurcie nad Menem

Stern otrzymał w roku 1930 tytuł LL.D. (Legum Doctor) University of California, Berkeley. Był członkiem National Academy of Sciences, American Association for the Advancement of Science, Philosophical Society oraz członkiem zagranicznym Royal Danish Academy of Sciences.

## Upamiętnienie w Polsce

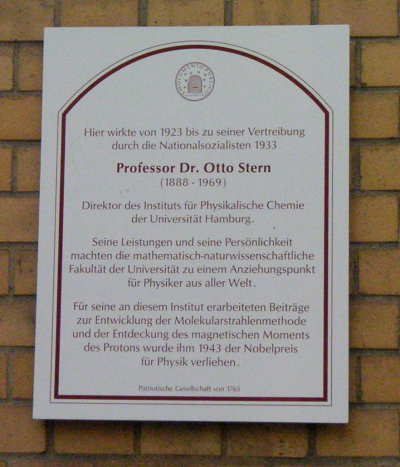
Pamiątkowa tablica na frontowej ścianie Instytutu Fizyki w Hamburg University

18 września 1997 r. podczas sesji wyjazdowej 34. Zjazdu Fizyków Polskich została odsłonięta tablica pamiątkowa, poświęcona Ottonowi Sternowi. Tablicę odsłonili zagraniczni goście – nobliści: Herbert A. Hauptman (Nagroda Nobla z chemii 1985 r.) i Rudolf Mössbauer (Nagroda Nobla z fizyki 1961 r.), a także polski fizyk prof. dr hab. Jerzy Warczewski oraz przedstawiciele miasta Żory Zygmunt Łukaszczyk i Ryszard Ostrowski. Tablica odlana z mosiądzu według projektu Stanisława Szwarca wisi na ścianie frontowej budynku Urzędu Miasta Żory, a także w budynku Miejskiej Biblioteki Publicznej w Żorach. Biblioteka ta, mieszcząca się w budynku dawnego młyna parowego rodziny Sternów nosi zresztą imię słynnego fizyka.

## Życie prywatne
Do końca swego życia Otto Stern pozostał kawalerem.
Zmarł na zawał serca 17 sierpnia 1969 r. w czasie przedstawienia teatralnego i pochowany został w Berkeley.